# Schoolies week

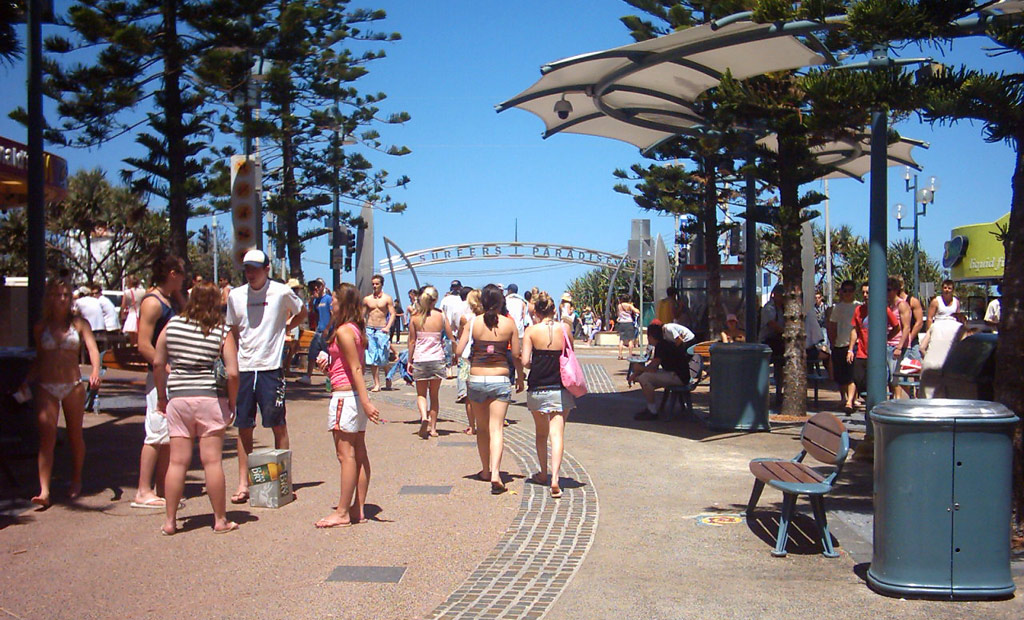
Cavill Mall a Surfers Paradise durant la setmana escolar

Schoolies o schoolies week (setmana dels escolars) (també coneguda com a leavers' o leavers' week a Queensland i Austràlia Occidental i coasties al Territori de la capital australiana) es refereix a la tradició entre els graduats de secundària australians (també coneguts com a " schoolies " o "leavers") en la qual aquests disposen de vacances d'una setmana de durada després de la finalització dels seus exàmens finals, entre les acaballes de novembre i principis de desembre.
"Toolies" es refereix als viatgers de més edat que participen a la setmana escolar però que no són graduats de secundària. "Foolies" es refereix als adolescents més joves que participen a la setmana escolar però que encara no s'han graduat de secundària. La setmana dels escolars es veu com una festa final amb els companys de l'escola abans que els camins se separin.